# Relaciones Bangladés-Japón
Las relaciones entre Bangladés y Japón se establecieron el 11 de febrero de 1972. Hasta 2015, el comercio bilateral anual de estos dos países era de 2.300 millones de dólares.
Bangladés y Japón históricamente tuvieron una fuerte vinculación. La relación entre el pueblo bengalí y el japonés tiene siglos de antigüedad. La relación bengalí-japonesa se refleja en la bandera de los dos países.
En una encuesta de la BBC, el 71% de los bengalíes tenían una opinión favorable de Japón, haciendo de Bangladés uno de los países más pro-japoneses del mundo.

## Antecedentes históricos
La relación entre Bangladés y Japón, que estaba en problemas durante el período británico y la Partición de la India en 1947, se volvió regular a mediados de 1950, cuando la Misión Consular de Japón (CMJ) en Daca comenzó a hacer contacto con la gente.

## Embajadas
El 11 de febrero de 1972, Bangladés abrió una embajada en Tokio y Japón abrió una embajada en Bangladés. La Embajada de Japón en Bangladés está ubicada en 5 y 7, Dutabash Road, Baridhara, Daca, la cual ha estado abierta desde principios de la década de 1990.

## Comercio e inversión
Japón fue el séptimo mercado de exportación más grande de Bangladés en 2015. Las importaciones de Bangladés representan el 0,17% de todas las importaciones japonesas. Las importaciones comunes de Bangladés a Japón incluyen textiles, artículos de cuero y camarones. En 2004, Japón se convirtió en la cuarta mayor fuente de inversión extranjera directa de Bangladés, detrás de Estados Unidos, Reino Unido y Malasia. Japón también es una fuente importante de asistencia para el desarrollo para Bangladés.
Los objetivos políticos de Japón en su relación con Bangladés incluyen obtener apoyo para su intento de unirse al Consejo de Seguridad de las Naciones Unidas y asegurar mercados para sus productos.
En 2001, había alrededor de 9500 bengalíes en Japón. Japón reconoció a la República Popular de Bangladés el 10 de febrero de 1972, poco después de su independencia. Ambas partes celebraron treinta años de relaciones en 2002.
Siete japoneses murieron en el atentado con bomba en Daca de 2016 perpetrado por militantes islámicos. El primer ministro japonés, «Shinzō Abe», dijo: «Siento una profunda ira por tantas personas inocentes que han perdido la vida a causa del terrorismo cruel y nefasto».